# Francesco Coppoli
Francesco Coppoli (Firenze, 27 dicembre 1989) è un pallanuotista italiano.
Nasce a Firenze e si avvicina alla pallanuoto da bambino. Cresce nella Florentia, squadra dove ha sempre militato e di cui entra a far parte della prima squadra in occasione della stagione 2008-09 e con cui nel 2012 è finalista in Coppa LEN, prima del passaggio alla Sport Management nel 2014.
Esordisce in nazionale il 2 febbraio 2013, in occasione del match di World League contro la Russia, a Volgograd.